# A filozófia alapkérdése

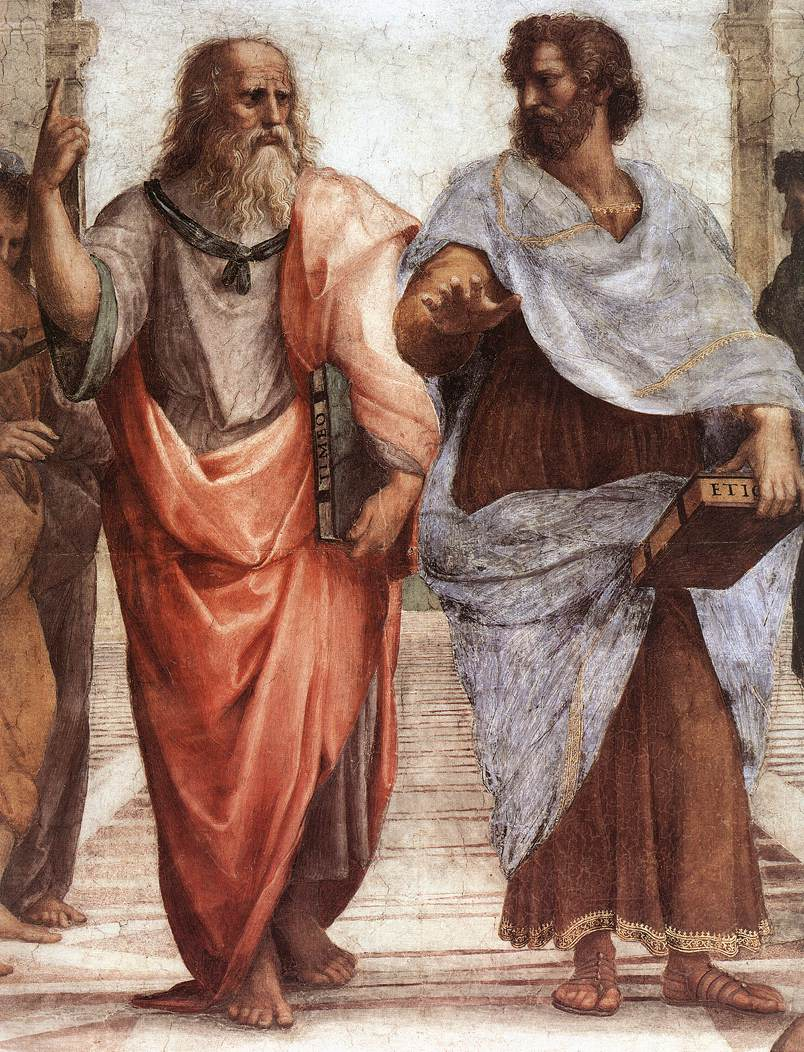
Eszmecsere a filozófia alapkérdéséről: Platón felmutat az ideák égi birodalma felé, Arisztotelész ellenben, lefelé mutat, a földi létezőket hangsúlyozva

A filozófia mint tudomány alapkérdése, hogy miképpen viszonyul a gondolkodás a léthez, a tudat az anyaghoz. A különböző filozófiai rendszerek tulajdonképpen mind e probléma kifejtései, megoldásai, még abban az esetben is, ha az alapkérdést közvetlenül nem is vetik fel.
A filozófia alapvető kérdésének jelentősége abban rejlik, hogy megválaszolásával tulajdonképpen a filozófiai gondolkodás egy sor további kérdésére is választ adunk. A posztmodern filozófia azonban kétségbe vonja ennek a kérdésnek az értelmét.

## Kifejtése
Az alapkérdésnek tulajdonképpen két oldala van: az egyik az eredet kérdése, azaz hogy melyik az elsődleges, az anyag vagy a szellem, a másik az, hogy miképpen viszonyul a világról szerzett tudás a tárgyához, képes-e azt hűen tükrözni, azaz megfelel-e a tudat a létnek. A kérdés megválaszolása csak mindkét oldal figyelembevételével lehetséges.
Az alapkérdés megválaszolása meghatározza a részproblémák megoldásának útját, valamint a választ adó egész világnézetének jellegét is. Megbízható kritériumot ad az alapvető filozófiai irányzatok megkülönböztetéséhez. Azokat az irányzatokat, amelyek a kérdés megválaszolása során az anyagnak adják az elsőbbséget, a materialista irányzatokhoz soroljuk, azokat, amelyek a tudatnak, szellemnek adják az elsőséget, az idealizmushoz. Vannak olyan filozófiai irányzatok is, amelyek megkísérelnek egy közbülső utat követni, illetve nem adnak egyértelmű választ erre a kérdésre, bár végső soron tulajdonképpen kötődnek az egyik vagy a másik oldalhoz. Ezeket dualista irányzatoknak nevezzük.

## Története

### Platón
Az ókori görög filozófiában Platón vizsgálta a legrészletesebben ezt az alapkérdést az ideákról, valamint a lélekről szóló tanában. Platón válasza következetesen objektív idealista jellegű. Határozottan állította, hogy az anyag az ideák tükrözése, emanációja, kisugárzása.

### Descartes
Az újkor elején René Descartes tett kísérletet arra, hogy összeegyeztesse a materializmust és az idealizmust. Ismeretelméletében hitet tett a velünk született eszmék, a matematikai axiómák intuitív, bizonyításra nem szoruló jellege mellett. Természetfilozófiájában materialista, metafizikájában idealista volt, azaz egészében dualista álláspontra helyezkedett.

### Hobbes
Thomas Hobbes elvetette Descartes gondolatát a velünk született eszmékről. Szerinte az emberi ismeretek forrása az anyagi világban van. A szellemi tevékenységet is az ember testi valóságára és mozgására vezette vissza. Eképpen a filozófia alapkérdését az újkorban elsőként következetes materialista módon válaszolta meg.

### Fichte
Johann Gottlieb Fichte kifejti, hogy mindkét filozófiai rendszer, a materialista és az idealista, önmagában konzekvens és ezért az egyik a másikat nem is tudja cáfolni. Fichte azonban hibáztatja a kor mechanikus materializmusát amiatt, hogy az a lélekből úgymond tárgyat csinál és korlátozza a szabadságát. A materializmust dogmatizmusnak nevezi. Véleménye szerint az nem tudja megmagyarázni, hogyan keletkezhet a létből tudat, viszont a tudat irányulhat a saját gondolkodási aktusára, amely ebben az esetben létté válik a saját tevékenységét szemlélő tudathoz képest, tehát a tudat képes arra, hogy létet teremtsen. Fichte így a szubjektív idealizmus nagy gondolkodói közé sorolható.

### Engels
Friedrich Engels 1886-ban a Ludwig Feuerbach és a klasszikus német filozófia vége című munkájában foglalkozott a filozófia alapkérdésével. Itt fogalmazza meg, hogy minden filozófia alapkérdése a gondolkodás és a lét viszonyának meghatározása. A válasz a filozófusokat két nagy táborra osztja: akik a szellem elsődlegességét hirdetik, azok az idealisták, akik az anyagét, azok a materialisták. Engelsnek ez a megfogalmazása épült be a dialektikus materializmus eszmerendszerébe.

### Lenin
Vlagyimir Iljics Lenin a 20. század elején, a Materializmus és empiriokriticizmus című munkájában dolgozta ki a filozófiai anyagfogalmat, ami ettől kezdve épült be a filozófia alapkérdésének megvitatásába - addig ugyanis a lét és a tudat kettősségét vizsgálták az ezzel foglalkozó gondolkodók, ezután az anyag és a tudat ellentéte és egysége került az előtérbe. Mivel az anyag és a tudat kategóriái más kategóriákra nem vezethetők vissza, ezek csak az egymáshoz való viszonyuk, ellentétük alapján határozhatók meg. A filozófia alapkérdését tehát egészen röviden úgy lehet megfogalmazni, hogy anyag vagy tudat?

### Heidegger
Martin Heidegger a metafizika, beleértve az idealizmus és a materializmus közötti metafizikus különbségtétel meghaladására irányuló munkája során a filozófia alapkérdése mellé bevezette a filozófia kulcskérdésének a fogalmát is. Szubjektív idealista módon igyekezett megkerülni a választ a filozófia alapkérdésére. Bevezette a létező (Seiende) fogalmát a lét (Sein) mellé, létezőnek tekintve mind az anyagot, mind a tudatot. Különbséget tételez a létező és annak alapja, azaz a lét között: a lét a létező alapja, áthatja és felülmúlja azt. A lét maga transzcendens, túl van minden létezőn, egyszerre van róla tudásunk meg nem-tudásunk is: „Nem tudjuk a lét mit jelent. De ha megkérdezzük »mi a lét?«, már benne tartjuk magunkat a »van« megértésében anélkül, hogy fogalmilag képesek lennénk rögzíteni, hogy mi is jelent”.

## Fordítás
Ez a szócikk részben vagy egészben a Grundfrage der Philosophie című német Wikipédia-szócikk ezen változatának fordításán alapul.  Az eredeti cikk szerkesztőit annak laptörténete sorolja fel. Ez a jelzés csupán a megfogalmazás eredetét és a szerzői jogokat jelzi, nem szolgál a cikkben szereplő információk forrásmegjelöléseként.

## Kapcsolódó szócikk
- Empiriokriticizmus